# Список народів світу
Нижче наводиться список народів, впорядкованих на основі мовної генетичної класифікації.
Див. також Список етносів за абеткою.

## Народи Європи

### Індоєвропейські народи

#### Слов'янські народи

##### Східні слов'яни
- Білоруси
- Українці
- Росіяни

##### Західні слов'яни
- Лужичани (лужицькі сорби)
- Поляки
  - Кашуби
  - Сілезці
  - Гуралі
- Словаки
- Чехи
  - Моравці
  - Ходи

##### Південні слов'яни
- Болгари
  - Помаки
- Македонці
  - Торбеши
- Серби
  - Горанці
- Чорногорці
- Босняки (муслімани)
- Хорвати
  - Далматинці
- Словенці

#### Балтійські народи
- Латиші
  - Латгальці
- Литовці

#### Германські народи

##### Германці
- Німці
  - Саксонці
  - Баварці
  - Франконці
  - Шваби
- Голландці (нідерландці)
  - Зеландці
  - Лімбургці
- Фламандці
- Люксембуржці
- Лотарінґці
- Ельзасці
- Германо-швейцарці
- Ліхтенштейнці
- Австрійці
  - Тірольці
- Цимбри
  - Мохено

##### Скандинави
- Данці
- Шведи
  - Ґотландці
  - Сканці
- Норвежці
- Ісландці
- Фарерці

##### Британці та фризи
- Англійці
- Ольстерці
- Фризи
  - Затерландські фризи (східні фризи)
  - Північні фризи

#### Кельтські народи

##### Гельські народи
- Ірландці
- Шотландці
  - Шотландо-ірландці
  - Оркнейці
  - Шетландці
  - Гели
- Менці

##### Бритські народи
- Валлійці
- Корнці
- Бретонці

#### Романські народи

##### Східно-романські народи
- Молдовани
- Румуни
- Аромуни
- Істрорумуни
- Мегленорумуни

##### Західно-романські народи
- Ретороманці
  - Романші
  - Ладини
  - Фріули
- Італо-швейцарці
- Італійці
  - Ломбардці
  - П'ємонтці
  - Венетійці
  - Сіцилійці
- Санмаринці
- Сардинці
- Корсиканці
- Монегаски
- Каталонці
- Андоррці
- Іспанці
  - Астурійці
  - Арагонці
- Галісійці
- Португальці

##### Галло-романські народи
- Валлони
- Французи
  - Пікардці
  - Нормандці
  - Провансальці
- Франко-швейцарці

#### Греки
- Греки
- Греки-кіпріоти
- Понтійські греки
- Каракачани

#### Іранські народи (іраномовні народи)
- Осетини
- Тати

### Народи уральської мовної родини

#### Фіно-угорські народи

##### Угорські народи
- Угорці
  - Секеї
  - Яси

##### Балто-фінські народи
- Фіни
  - Квени
- Карели
- Вепси
- Водь
- Іжорці (іжора)
- Ліви
- Естонці
  - Сету

##### Пермсько-фінські народи
- Комі
- Комі-перм'яки
- Комі-язьвинці
- Удмурти
- Бесерм'яни

##### Волзько-фінські народи
- Марійці
- Мокшани
- Ерзяни
- Меряни †
- Муромці †
- Мещьорці †

### Народи алтайської мовної родини

#### Тюркські народи

##### Народи огузької мовної групи
- Кримські татари
- Караїми
- Кримчаки
- Гагаузи
- Турки
  - Болгарські турки
- Турки-кіпріоти
- Карачаївці
- Балкарці
- Трухмени
- Ногайці
- Кумики
- Татари-липки

##### Народи кипчацької мовної групи
- Татари
  - Мещеряки
- Башкири

##### Народи булгарської мовної групи
- Чуваші

#### Монгольські народи
- Калмики

### Народи Кавказу

#### Абхазо-адизькі народи
- Адигейці
- Кабардинці
- Черкеси
- Абхази
- Абазини

#### Нахсько-дагестанські народи
- Чеченці
- Інгуші
- Бацбійці
- Аварці
- Андійці
- Ахвахці
- Каратинці
- Ботліхці
- Годоберинці
- Багулали
- Тиндали
- Чамалали
- Дідойці (цези)
- Лакці
- Лезгини
- Табасарани
- Агули
- Арчинці
- Удіни

## Народи Азії

### Індоєвропейські народи

#### Індоарійські народи
- Гіндустанці
- Бенгальці
- Біхарці
- Панджабці
- Маратхі
- Гуджаратці
- Орісса (орія)
- Раджастханці
- Синдці
- Ассамці
- Сингали
- Непальці (непалі)
- Кашмірці
- Бгіли
- Догри
- Пахарі
- Конкані
- Гаркхвальці (гаркхвалі)
- Кумаонці (кумаоні)
- Гуджарці (гуджар)
- Мальдивці
- Парси
- Ведди

#### Іранські народи
- Пуштуни (афганці, пашто)
- Таджики
- Перси
- Мазендеранці
- Бахтіари
- Гілянці
- Лури
- Газарейці
- Белуджі
- Курди
- Памірські народи
  - Язгулямці
  - Ішкашимці
  - Сарикольці
  - Мунджанці
- Талиші

### Народи алтайської мовної родини

##### Тюркські народи
- Турки
- Азербайджанці
- Туркомани (іракські туркмени)
- Шахсевени
- Казахи
- Узбеки
- Туркмени
- Киргизи
- Каракалпаки
- Уйгури
- Кашкайці
- Афшари
- Салари
- Якути
- Долгани
- Тувинці
  - Тоджинці
  - Цаатани
- Тофалари
- Алтайці
  - Телеути
  - Теленгіти
  - Тубалари
  - Челканці
  - Кумандинці
- Хакаси
- Шорці
- Чулимці

#### Монгольські народи
- Монголи (халха, халха-монголи)
- Монголи Китаю
- Буряти
- Хамнігани
- Даури
- Монгори
- Баоань
- Дербети
- Моголи

#### Тунгусо-маньчжурські народи
- Маньчжури
- Сибо
- Хечже (евенки Китаю)
- Евенки
- Евени
- Негідальці
- Нанайці
- Ульчі
- Ороки
- Удегейці
- Орочі

### Народи уральської мовної родини

#### Фіно-угорські народи

##### Угорські народи
- Ханти
- Мансі

#### Самодійські народи
- Ненці
- Енці
- Нганасани
- Селькупи

### Палеоазіатські народи

#### Єнісейські народи
- Кети
- Юги

#### Чукотсько-камчатські народи
- Чукчі
- Кереки
- Коряки
- Ітельмени
- Чуванці

### Ескімосо-алеутські народи
- Алеути
- Ескімоси

### Народи сино-тибетської мовної родини

#### Китайці
- Китайці
- Хуей (Дунгани Китаю)
- Санзіу

#### Тибето-бірманські народи
- Тибетці
  - Бхотія
  - Балті
- Шерпи
- Таманги
- Гурунги
- Бірманці (м'янма)
  - Араканці
- Ї (іцзу, лоло)
- Хані
- Акха
- Лісу
- Лаху
- Баї
- Туцзяни
- Качини
- Нага
- Кукі
- Чини
- Маніпурі
- Мізо (мізорамці, лушаї)
- Качари
- Бодо
- Гаро
- Невари
- Карени
- Падауни

### Народи паратайської мовної родини

#### Тайські народи
- Сіамці
- Лаосці
- Чжуани
- Шани
- Буї
- Таї
- Лі

### Мяо-яо народи
- Хмонги (мяо)
- Яо
- Ше

### Народи австроазійської мовної родини

#### В'єт-мионзькі народи
- В'єтнамці
- Мионги

#### Мон-кхмерські народи
- Мони
- Кхмери
- Куї
- Маконги
- Катанги
- Кріанги
- Східні бру
- Таой (Лаос)
- Таой (В'єтнам)
- Пако
- Кату

- Банари
- Алаки
- Лавени
- Ой
- Брао
- Тампуани (тампуони)
- Зе-ченги
- Седанги
- Гре
- Кор (куа)
- Ма
- Кого (сре)
- Мнонги
- Стієнги
- Тьоро

- Сеної
- Семанги
- Нікобарці
  - Шомпени

#### Кхмуйські народи
- Кхму
- Ламети

#### Палаунзькі народи
- Ва
- Палаунги

#### Кхасі народи
- Кхасі

#### Мунда народи
- Сантали
- Мунда (мундарі)
- Хо
- Корку

### Дравідійські народи

#### Південна група
- Таміли
- Малаялі
- Каннара
- Кота

#### Південно-східна група
- Телугу

#### Гондванська група
- Гонди

#### Північно-східна група
- Ораони

#### Південно-західна група
- Тулу

#### Північно-західна група
- Брагуї

#### Центральна група
- Коламі

### Австронезійські народи

#### Тямські народи
- Тями
- Раглай
- Тюру

#### Філіппінці
- Абакнон
- Біколи
- Вісая
- Гаддани
- Ілоки (ілокани)
- Іфугао
- Калінга
- Пампанган (пампанганці)
- Пангасінан (пангасінанці)
- Тагали (тагалог)

##### Моро (народи)
- Маранао
- Магінданао
- Самаль
- Сулу

#### Індонезійці
- Абунги
- Аласи
- Ачинці (ачех)
- Балійці
- Батаки
- Буги (бугіси)
- Горонтало
- Даяки
- Кубу
- Малайці
- Мадурці
- Макасари
- Ментавайці
- Мінангкабау
- Мінахасці
- Пунани
- Сунданці (сунда)
- Яванці

### Афразійські народи (семіто-хамітські)

#### Семітськінароди
- Араби
  - Іракські араби
  - Єменські араби
  - Аравійські араби
  - Сирійські араби
  - Ліванські араби
  - Палестинці (палестинські араби)
  - Йорданські араби
  - Кувейтські араби
  - Болотні араби
- Айсори (Ассирійці сучасні)
- Євреї
  - Ізраїльтяни

## Народи Африки

### Афразійські народи (семіто-хамітські)

#### Семітськінароди
- Араби
  - Алжірські араби
  - Єгипетські араби
  - Марокканські араби
  - Лівійські араби
  - Суданські араби
  - Туніські араби
- Маври
- Амхарці
- Гураге
- Тигре
- Тиграї

#### Бербери
- Кабіли
- Рифи
- Тамазигт
- Туареги

#### Кушитські народи
- Сомалі
- Оромо
- Афари
- Агау
- Беджа
- Іраку

#### Чадські народи
- Хауса
- Анґас
- Бура
- Мандара

### Народи конго-кордофанської мовної родини

#### Народибанту

##### Північно-західна підгрупа
- Фанґ
- Дуала
- Мпонґве

##### Північна підгрупа
- Кікую
- Камба
- Руанда
- Рунді
- Ганда
- Ньоро
- Лух'я

##### Підгрупа Конґо
- Конґо
- Монго
- Нкунду
- Нґала
- Тетела
- Мбунду (амбунду)

##### Центральна підгрупа
- Луба
- Бемба
- Лендже
- Тонга
- Субія

##### Східна підгрупа
- Суахілі
- Сукума
- Ньямвезі
- Ньятуру
- Зарамо
- Чагга
- Маконде
- Шамбала
- Яо (Ваяо)
- Малаві

##### Південно-Східна підгрупа
- Зулуси (зулу)
- Ндебеле
- Басото
- Тсвана (бечуани)
- Тсонга
- Свазі
- Коса (амакоза)
- Шона
- Матабеле
- Педі
- Лозі
- Венда
- Ламба

##### Західна підгрупа
- Овімбунду
- Овамбо
- Ньянека
- Гереро
- Чокве
- Лучазі
- Лунда

#### Бантоїдні народи
- Ібібіо
- Ефік
- Баміліке
- Тив

#### Вольтійські народи
- Догони
- Сенуфо
- Мосі
- Ґрусі
- Ґурма

#### Народи манде
- Бамбара
- Малінке
- Сонінке
  - Марка
- Бозо
- Ваї
- Сусу
- Менде
- Лома
- Кпелле
- Джабо

#### Західно-атлантичні народи
- Фульбе
- Тукулер
- Волофи
- Серери
- Темне
- Діола
- Баланте

#### Народи адамау
- Азанде
- Банда
- Вуте
- Джукуни

### Ніло-сахарські народи

#### Сонгайські народи
- Сонгаї
- Джерма

#### Сахарські народи
- Канурі
- Фур

#### Шарі-нільські народи
- Динка
- Нуери
- Шиллуки
- Ачолі
- Луо
- Барі
- Масаї
- Нубійці
- Мурле

### Койсанські народи
- Бушмени (сан)
- Хадза
- Готтентоти

### Австронезійські народи
- Малагасійці

### Народи Африки, які розмовляють європейськими мовами
- Англо-африканці
- Бури
- Ліберійці
- Маврикійці

## Народи Америки

### Індоєвропейські народи

#### Германські народи
- Англо-канадці
  - Англо-квебекці
- Американці США
  - Афроамериканці
- Белізці
- Ямайці
- Бермудці
- Багамці
- Домінікці
- Барбадосці
- Тринідадці
- Гаянці
- Суринамці
- Фолклендці

#### Романські народи
- Франко-канадці
  - Квебекці
  - Акадійці
  - Франко-онтарійці
- Гаїтяни
- Кубинці
- Домініканці
- Пуерториканці
- Мексиканці
- Гватемальці
- Гондурасці
- Сальвадорці
- Костариканці
- Нікарагуанці
- Панамці
- Колумбійці
- Венесуельці
- Еквадорці
- Перуанці
- Болівійці
- Чилійці
- Аргентинці
- Уругвайці
- Бразильці

### Ескімосо-алеутські народи
- Алеути
- Ескімоси
  - Алутики
  - Юпіки
  - Інупіати
  - Інуїти
  - Гренландські інуїти

### Народи на-дене
- Хайда
- Тлінкіти
- Атапаски
  - Коюкони
  - Кучини
  - Ген
  - Голікачук
  - Танана
  - Денайна (танайна)
  - Атна
  - Чипеваян
  - Тлічо
  - Слейві
  - Сарсі
  - Каска
  - Чилкотин
- Апачі
- Навахо
- Хупа
- Толова
- Чилула

### Алгонкінські народи
- Крі
- Інну
- Мікмаки
- Беотуки
- Массачусет
- Наррагансетт
- Пекоти
- Могікани
- Делавари
- Повхатан
- Маямі
- Анішинаабе
  - Оджибве
  - Оттава
  - Потаватомі
  - Алгонкіни
- Меноміні
- Шауні
- Сак-Фокс
- Кікапу
- Іллінойси
- Арапахо
- Гровантри
- Чорноногі
- Шеєни

### Ірокезькі народи
- Ірокези
  - Сенека
  - Каюга (плем'я)
  - Онондага
  - Онейда
  - Могавки
- Тускарора
- Гурони
- Черокі